# Derrick: Kamillas junger Freund
Kamillas junger Freund ist der Titel der 13. Episode der Krimiserie Derrick mit Horst Tappert in der Titelrolle und Fritz Wepper als Inspektor Harry Klein.

## Handlung
Der Unternehmer Kessler fährt in der Mittagspause nach Hause und bekommt von seiner Haushälterin mitgeteilt, dass seine Frau mit einem anderen Mann zum Essen verabredet sei. Der maskierte Erpresser Bocke, der durch die geöffnete Terrassentür eingedrungen ist, bedroht ihn mit einer Waffe, schließt alle umliegenden Türen ab und verlangt von ihm die Ausstellung eines Schecks. Er weiß genau, wo das Scheckbuch aufbewahrt wird. Sein Komplize Helm holt den ausgefüllten Scheck ab und lässt ihn von Bockes Onkel Hugo Marczak einlösen. Ein Bankangestellter bemerkt dessen zittrige Hand sowie die Tatsache, dass Herr Kessler seine Unterschrift womöglich absichtlich verfälscht hat. Er fragt daraufhin telefonisch nach, ob der Scheck tatsächlich eingelöst werden soll. Unterdessen bemerkt die Haushälterin durch ein Schlüsselloch, dass ihr Chef bedroht wird, und alarmiert die Polizei. Als sie durch eine wieder aufgeschlossene Tür ins Zimmer kommt, schießt Bocke auf sie. Er flüchtet schließlich, als die Polizei eintrifft. Als Kamilla Kessler nach Hause kommt, verrät sie nicht, mit wem sie in einem Restaurant namens Chez Robert zu Mittag gegessen hat.
Derrick sucht Albert Veith, der ehemals Überfälle nach ähnlichem Muster verübt hat, auf dessen Kartbahn auf. Er behauptet, nichts mehr damit zu tun zu haben. Unterdessen wird Kamilla Kessler von Klein nach dem Mann befragt, mit dem sie zu Mittag gegessen hat. Sie verweigert nach wie vor, dessen Namen zu nennen. Harry ordnet daraufhin deren Überwachung an.
Dr. Hauffe, der ebenfalls eine nicht mehr intakte Ehe führt, wird nach dem gleichen Schema überfallen wie Kessler zuvor. Diesmal gelingt das Abheben des Geldes auf der Bank ohne Probleme. Das Opfer darf sein Haus daraufhin verlassen und informiert die Polizei. Erneut fällt auf, dass sich der Täter im Haus scheinbar auskannte. Daraufhin sucht Derrick das Restaurant Chez Robert auf und trifft dort auf Kamilla Kessler, die nun zugibt, dass es sich bei ihrem Liebhaber um den Artisten Lorenz Kaub handelt, der sich inzwischen verleugnen lasse.
Unterdessen wird Albert Veith von Bocke und Helm im Büro seiner Kartbahn aufgesucht und getötet. Seine Nichte teilt den Kommissaren mit, dass ihr Onkel am Vormittag ein Obdachlosenheim besucht hatte. Dort fällt Derrick die zittrige Hand des Bewohners Hugo Marczek auf, die zur Beschreibung seitens des Bankangestellten passt. Zunächst erkennen die Kommissare keinen direkten Zusammenhang. Dann stellt sich jedoch heraus, dass Marczek der Onkel von Bocke ist, der wiederum die Begleitagentur betreibt, für die Kaub tätig ist. Derrick nimmt diesen fest und lässt ihn seine Komplizen darüber in Kenntnis setzen, wodurch diese nervös werden.
Zum Schein wird Lorenz Kaub nach Hause entlassen. Dort erwartet ihn Harry Klein in der Verkleidung und Maskierung Bockes, woraufhin Kaub erschrickt und sich dadurch verrät. Die Polizei stürmt daraufhin die Agentur. Nach einem Fluchtversuch, in dessen Zusammenhang sie Marczek niederschießen, werden Bocke und Helm festgenommen.

## Regie
Regisseur dieser und anderer Derrick-Episoden ist Alfred Vohrer, dessen Regiearbeit mit 14 der insgesamt 38 Krimis aus der Reihe der Edgar-Wallace-Filme der 1960er-Jahre stilprägend war. In drei dieser Filme ist auch der spätere Derrick-Darsteller Horst Tappert zu sehen, der Vohrer als Derrick-Regisseur vorgeschlagen hatte. Weiterhin wirken in dieser Derrick-Folge die Schauspieler Albert Bessler und Ilse Pagé mit, die ihrerseits ebenfalls in mehreren Edgar-Wallace-Filmen mitgewirkt hatten, in denen Vohrer Regie führte.

## Hintergrund
Die Täter sind dem Zuschauer von Anfang an bekannt. Dieses Prinzip der invertierten Detektivgeschichte war während der ersten Staffel der Serie üblich. Lediglich das genaue Zusammenwirken der Täter erschließt sich erst im Verlauf der Folge.
Die Folge wurde als 13. ausgestrahlt aber als 17. produziert.